# 普集站
普集站是一个胶济线上的铁路车站，位于山东省济南市章丘区普集镇，建于1904年，目前为四等站，邮政编码为250206。目前客运：办理旅客乘降；行李、包裹托运；货运：办理整车货物发到；危险货物仅办理农药、化肥发到。